# Charlotte Cleverley-Bisman
Charlotte Lucy Cleverley-Bisman (n. 24 noiembrie 2003, insula Waiheke, Noua Zeelandă) a devenit faimoasă în urma participării într-o campanie din Noua Zeelandă pentru încurajarea vaccinărilor împotriva meningitei meningococice după ce a a contractat și a supraviețuit bolii.
Cleverley-Bisman este fiica lui Pam Cleverley și Perry Bisman.